# Customer Premises Equipment
El CPE (Equipo Local del Cliente) es un término de telecomunicaciones usado tanto en interiores como en exteriores para originar, encaminar o terminar una comunicación. El equipo puede proveer una combinación de servicios incluyendo datos, voz, video y un host de aplicaciones multimedia.

## ¿Qué es?
Históricamente, este término se refería al equipamiento situado en el extremo de la línea telefónica del usuario, y normalmente era propiedad de la compañía de teléfono. Hoy en día, sin embargo, prácticamente cualquier equipo de usuario final se puede denominar Customer Premises Equipment, y puede ser propiedad tanto del usuario como del proveedor.
Pero aunque puede ser propiedad de cualquiera de los dos, el CPE suele ser del usuario y se sitúa en la conexión eléctrica del mismo o directamente en un enchufe. Los datos enviados por el usuario son transmitidos desde el CPE al HE o al Home Gateway. El CPE está conectado a la computadora a través de un puerto Ethernet, un concentrador/conmutador u otros medios como interfaces USB, etc. También se puede utilizar un adaptador telefónico (Tel Gateway) que permite la conexión de un teléfono analógico a través de la red eléctrica.
Las configuraciones del equipo especial del cliente varían entre vendedor y vendedor y dependen de las necesidades del cliente. Toda configuración incluye equipo microondas externo y equipo digital interno capaz de proveer modulación, demodulación, control y funcionalidad de la interfaz del equipo especial del cliente. El equipo del cliente puede añadirse a la red utilizando métodos de división de tiempo (time-division multiple access - TDMA), Acceso Múltiple por División de Frecuencia (frequency-division multiple access - FDMA) o división de código (code-division multiple access – CDMA). Las interfaces de los equipos del cliente cubrirán el rango de señales digitales desde nivel 0 (DS-0), servicio telefónico (POTS), 10BaseT, DS-1 no estructurado, DS-1 estructurado, frame relay, ATM25, ATM serial sobre T1, DS-3, OC-3 y OC-1. Las necesidades de los clientes pueden variar entre grandes empresas (por ejemplo, edificios de oficinas, hospitales, universidades), en las cuales el equipo microondas es compartido por muchos usuarios, a tiendas en centros comerciales y residencias, en las que serán conectadas oficinas utilizando 10BaseT y/o dos líneas telefónicas (POTS). Obviamente diferentes requerimientos del cliente necesitarán diferentes configuraciones de equipo y distintos costos.
Este módem puede estar integrado en una caja decodificadora externa o bien como una tarjeta instalada en el PC del usuario, que se conecta directamente al enchufe eléctrico.
Algunos ejemplos de CPE, que se explicarán con más detalle en apartados posteriores son: los routers, IADs (Internet Access Devices), STBs (Set Top Boxes), los teléfonos, máquinas de fax, máquinas contestadoras y buscapersonas
Ubicado en el domicilio del usuario, el CPE (Customer-Premises Equipment) consiste de un módulo escalable, integrado por una unidad de RF y una unidad de interfaz de red (NIU, Network Interface Units).

## CPE en la Red de Próxima Generación
En la figura siguiente se muestra una arquitectura NGN (Red de siguiente generación) de red convergente de voz y datos acorde en general con la visión de la mayoría de las empresas explotadoras. La arquitectura puede descomponerse en varias capas: conectividad de núcleo, acceso y equipo del local del cliente (Access and Customer Premise Equipment - CPE), y gestión.

## Tipos de CPE

### ADSL
Para contar con el servicio de internet ADSL el usuario debe contar con lo siguiente:
- Que su proveedor de internet cuente con la tecnología necesaria para ofrecer el servicio
- Una línea telefónica
- Un CPE (Customer Premises Equipment) que puede ser propiedad del cliente o suministrado por su proveedor de internet
- Un computador con puerto USB o LAN

### Tecnología Wimax
Una red WiMAX consta de un emisor, denominado estación base, que distribuye u ofrece cobertura WiMAX a una serie de receptores, los CPE (Customer Premises Equipment). WiMAX presenta capacidad de transmisión P2P (Point-to-Point) para transmisión entre BSs o hacia un único CPE, y PMP (Point-to-Multipoint), para la transmisión entre BS y varios CPE en la zona de cobertura.
Los dos agentes, tanto BS como CPE, suelen constar de una antena, y un equipamiento radio que procesa la señal para emisión (BS) y recepción (CPE) en el canal de bajada (WiMAX presenta también canal de subida, puesto que es una tecnología de comunicaciones bidireccional). Pero también existen BS y CPE con módulo radio integrado en una unidad cerrada próxima a antena, para evitar pérdidas de señal por propagación por cable hasta el equipamiento, típicamente en un armario interior.
Se está evolucionando hacia MIMO (Multiple-Input Multiple-Output), en el que la transmisión se produce entre múltiples antenas base (BS) hacia CPEs con múltiples antenas, presentes en la zona, lo cual dará como resultado mejoras en la cobertura, así como en la eficiencia de la comunicación (mejoras en las tasas de transferencia sin aumentos de ancho de banda).

#### Ejemplo
A continuación, un ejemplo de un CPE autoinstalable, Punto-a-Multipunto (PMP), diseñado para operar entre 3.3 y 3.8 GHz y soportar una arquitectura Half Duplex FDD (Frequency Division Duplex) o TDD (Time Division Duplex). Permite a los proveedores de servicio ofrecer wireless de banda ancha a usuarios en localizaciones Non Line of Sight (NLOS) y admite un amplio conjunto de características de Calidad de Servicio (QoS), incluyendo Committed Information Rate (CIR), Información de Tasa de Pico (PIR) y servicios Best Effort. El CPE permite servicios de VoIP (Voz sobre IP) y de Video Broadcast. Todos los CPE's en una red de proveedor de servicios se pueden manejar a distancia mediando el protocolo SNMP.
Especificaciones
```
   * Banda de frecuencia - 3.3-3.8 GHz
   * Architectura - 
Punto-a-Multipunto
 (PMP)
   * Esquema de 
duplexado
 - Half Duplex FDD/TDD
   * FDD Duplex Spacing - 100 MHz typical
   * Tipos de modulación - Dinámica adaptativa: 64QAM, 16QAM, QPSK, BPSK
   * Tasa de codificación - 1/2, 2/3 and 3/4
   * 
Throughput
 de la red - 18 Mbps (7 MHz channel size )
   * Potencia transmitida - +18dBm
   * 
Sensibilidad
 del receptor - -100dBm
   * 
Ancho de haz
 de la antena - Omnidireccional
   * Ganancia de la antena - 6 dBi
```

CARACTERÍSTICAS
```
   * Temperatura de operación - -5
 
°C a +40
 
°C
   * Humedad - 10-90%
   * 
Fuente de alimentación
 - 120-240 VAC 50-60 Hz
   * Consumo - 15 Watts nominales
   * Dimensiones - 4” x 6” x 2”
```

### Set Top Boxes
En el caso de la IPTV, los STB (Set-top box) serán los equipos que se conectarán con el TV del cliente. Deberán decodificar las señales para que se transportan como flujos de información multimedia sobre el protocolo IP para hacerla compatibles con una TV. Cada STB deberá disponer de un control remoto el cual será utilizado por los clientes para enviar las órdenes al sistema.
Los “home gateways” (que no son más que los Customer Premises Equipment) deberían disponer de al menos dos puertas Ethernet para mapear diferentes calidades de servicio. Una puerta es para conectar la red residencial de Internet (basada en servicios de Best Effort) y la otra para conectar a los Set-top box de IPTV, que requieren de calidad de servicio. Si el operador implementa cada servicio en una LAN virtual diferente (VLAN), cada VLAN se mapea en una puerta Ethernet distinta.
El CPE provee, dependiendo del proveedor de servicios de internet una dirección IP, estática o dinámica al equipo que se le conecte.

## Proveedores
- Albentia Systems

- Wimax Industry
- Motorola Set-Top Boxes Archivado el 1 de junio de 2010 en Wayback Machine.
- UNE EPM TELECOMUNICACIONES

## Enlaces de interés
- Set-Top Box para la TDT

- Datos: Q1146262